# カレッジ駅 (トロント市地下鉄)
カレッジ駅（英語: College station）はカナダのオンタリオ州トロントにあるトロント市地下鉄の駅である。ヤング通りの真下、カレッジ及びカールトン通りとの交差点に位置しており、構内ではWi-Fiが使用可能である。

## 概要
同駅は1954年にトロント初の地下鉄のヤング線の開通と同時に開業した。交差点の北東、南東には直結の出口があるのに加え、南西に立つビルとも連結している。地下一階に改札口があり地下二階がホーム階という構造になっているが南西のビル内のものを除いてエレベーターは設置されていない。
ヤング・ユニバーシティ線の線路はカレッジ駅以北ではヤング通りの東側を並行するように走っており、カレッジ駅以南の区間はキング駅までヤング通りの真下を通っている。

### パブリックアート
カレッジ駅のプラットフォームにはホッケー・ナイト・イン・カナダをもじって名付けられたHockey Knights in Canadaという壁画が展示されている。ヴォーン・メトロポリタン・センター方面行ホームにはトロント・メープルリーフスの選手、フィンチ方面行ホームには長年のライバルチームであるモントリオール・カナディアンズの選手がそれぞれ9人ずつ描かれており、線路を挟んで相対している。この壁画はメープルリーフスがまだカレッジ駅近くのメープルリーフ・ガーデンズを本拠地としていた1984年にCharles Pachter（英語版）によって制作された。当時メープルリーフスのオーナーであったHarold Ballard（英語版）がカナディアンズも壁画に描かれることに反対したため、特定の選手の表象ではなく、またロゴやユニフォームに関しても実際のものとは異なった描かれ方をしている。

## 改良工事
2011年2月にカレッジ駅での折り返しを可能とするための両渡り線が駅の南側に設置され、工事が行われる2日の間はヤング・ユニバーシティ線においてブロア駅からユニオン駅にかけての区間が運休となった。開業時から1980年代半ばにかけての時期にも同じ位置に両渡り線が存在していたが、使われることが少なく、メンテナンスコスト削減のため撤去されていた。
また2025年までに全駅においてバリアフリー化を完了させるというトロント交通局の方針の元、当駅においても新たな出口とともに、コンコースとそれぞれのホームをつなぐエレベーターを二基設置する計画が進められている。

## 乗り換え
地上では97B, 306, 320のバスの3系統に加えて、カレッジおよびカールトン通りを走るトロント市電506号線に乗り換えができる。